# Saint John River
Der Saint John River (französisch Rivière Saint-Jean) ist ein 673 km langer Fluss im nordöstlichen Nordamerika. Er entspringt im US-Bundesstaat Maine, fließt durch die kanadische Provinz New Brunswick und mündet in der Bay of Fundy in den Atlantischen Ozean. Teilweise bildet er die Grenze zwischen den Vereinigten Staaten und Kanada. Um Verwechslungen mit dem St. Johns River in Florida zu vermeiden, wird das „Saint“ im Falle des in Kanada mündenden Flusses häufig ausgeschrieben.
Der Fluss entwässert rund 55.000 km² und ist der zweitlängste Wasserlauf an der amerikanischen Nordostküste nach dem Susquehanna River. Der Unterlauf des Flusses zwischen Fredericton und Saint John wird manchmal in Anspielung auf den Schiffsverkehr als „nordamerikanischer Rhein“ bezeichnet.
Der Saint John River entspringt im Somerset County im nordwestlichen Maine und fließt in nordöstlicher Richtung zur kanadischen Grenze. Unterhalb von St. Francis bildet der Fluss auf 130 km Länge die Grenze zwischen Kanada und den Vereinigten Staaten. Zunächst noch in nordöstlicher Richtung fließend passiert der Fluss Edmundston und Madawaska und biegt dann nach Südosten. Bei Grand Falls verlässt er die Grenze, fließt südwärts durch New Brunswick und durchquert die Berge der Appalachian Mountains. Nachdem er den Aroostook und den Tobique River aufgenommen hat, fließt er bei Hartland unter der längsten überdachten Holzbrücke (390 m) der Welt hindurch und biegt er bei Woodstock nach Südwesten. Er passiert New Brunswicks Hauptstadt Fredericton und wird nun schiffbar. Der Fluss wird merklich breiter und ist von vielen flachen Inseln bedeckt, die im Sommer und Herbst als Viehweiden genutzt werden.
Der Fluss passiert die Hügel des St.-Croix-Hochlands, bildet mehrere seitliche Buchten und Seen, bis er bei Saint John durch eine kurze Talenge in die Bay of Fundy mündet. In der Bay beträgt der Tidehub etwa sieben Meter, der sich in der Mündung des Flusses bis oberhalb der Talenge auswirkt. Vor der Talenge staut sich das Wasser sowohl bei Ebbe (zur Bay fließend) als auch bei Flut (aus der Bay zurück fließend) aus. Das entstehende Gefälle (bis etwa fünf Meter bei Ebbe und bis etwa 3½ Meter bei Flut) führt im Fluss in beiden Zeiten zu einer Stromschnelle, den sogenannten Reversing Falls.

## Besiedlungs- und Nutzungsgeschichte
Das Einzugsgebiet des Saint John Rivers war das traditionelle Wohngebiet der Maliseet. Welàstekw ist der Maliseet-Name für den Saint John River und kann mit schöner Fluss übersetzt werden. Im Jahr 1604 erkundeten Pierre Dugua de Mons und Samuel de Champlain Teile des unteren Saint Croix Rivers und Champlain benannten ihn nach Johannes dem Täufer, an dessen Gedenktag (24. Juni) sie die Mündung entdeckt hatten.
Das Flusstal lag in der französischen Kolonie Akadien und im 17. und 18. Jahrhundert entstanden am Ufer des Flusses eine Reihe von Siedlungen weißer Einwanderer, zum Beispiel Fort la Tour (heute Saint John) und Fort Sainte-Anne (heute Fredericton). Im Franzosen- und Indianerkrieg kam das Gebiet 1759 unter britische Kontrolle, nachdem die Briten Fort Sainte-Anne erobert hatten. Die französische Niederlage wurde 1763 mit dem Pariser Frieden besiegelt. Mit der damit erfolgten Abtretung Neufrankreichs verzichtete Frankreich endgültig auf seine Kolonialgebiete im Nordosten Nordamerikas. Dies bedeutete auch das Ende der Geschichte Akadiens.
Nach dem Amerikanischen Unabhängigkeitskrieg 1784 flüchteten viele Loyalisten nach Kanada und siedelten in Saint John, Fredericton, Queensbury und Woodstock. Kurz danach entstand die neue britische Kolonie New Brunswick und Fredericton wurde deren Hauptstadt.
Im 17. und 18. Jahrhundert war der Fluss eine wichtige Route für französische, britische und indianische Pelzhändler, auf der die Waren im Kanu transportiert wurden. Bei Stromschnellen und Wasserfällen war eine Portage notwendig, bei der die Wasserfahrzeuge entladen und alle Güter sowie die Boote über Land getragen werden mussten. Die ungemeine Fließgeschwindigkeit des Saint Croix und seiner Nebenflüsse beim Frühlingshochwasser förderte die Entwicklung der Holzindustrie, als der Fluss zum Flößen der Baumstämme zu den Sägemühlen und Zellstofffabriken genutzt wurde. Das regelmäßig auftretende Frühlingshochwasser fügte vielen Anwohnern großen Schaden zu, wenn sich Eisschollen auftürmten und das Wasser stauten.
Der Saint John River war vor dem Bau der Eisenbahn um 1850 der wichtigste Verkehrsweg im westlichen New Brunswick und trug wesentlich zu dessen Entwicklung bei. Im 20. Jahrhundert entstanden eine Reihe von Wasserkraftwerken, so 1955 der Beechwood Damm und 1968 der Mactaquac Damm, die den Fluss zu großen Seen aufstauten. Der Bau der Staudämme hatte eine massive Abnahme der Lachse zur Folge, die nun nicht mehr ihre Laichplätze im Oberlauf erreichen konnten.
In den letzten Jahren entwickelt sich der Fluss zu einem Erholungs- und Urlaubsgebiet für Touristen vorwiegend aus den benachbarten Großstädten.